# 河川財団
公益財団法人河川財団（かせんざいだん）は、河川を軸とした啓発活動・研究活動、河川健康公園などの管理、河川整備基金の運用事業などを実施する財団法人として1975年に設立された財団法人河川環境管理財団を2013年4月1日に継承した財団法人（国土交通省及び経済産業省の共同所管）。公益法人制度改革に伴い内閣総理大臣からの公益認定を受け、河川財団へ移行した。新法人への移行時に一部業務を縮小・廃止したが、基本的な活動内容は継承されている。以下、新法人移行後の河川財団について記述する。

## 活動の概要

### 啓発活動
河川財団は、河川に関する啓発活動の一環として、各種出版物の発行・配布、ウェブサイトの提供、メールマガジンの発行などを行っている。

#### 出版物
大手の図書館や教育施設で閲覧できるほか、河川財団内の子どもの水辺サポートセンターからも郵送で入手可能。また、一部は財団のウェブサイトにおいてpdfファイルとしても提供されている。
水辺から学ぼう
小学生及び教師をターゲットにしたB5判約50ページの無料の冊子で、2007年2月までに5号が発行され、財団のウェブサイトにおいてpdfファイルで提供されている。
内容は、日本各地の市民団体が子供を対象として実施している「水辺から学ぶ」活動の事例を紹介している。
川の本
小学生をターゲットとして出版されるA4判8ページの有料の冊子で、1976年夏に第1号が発表された。以後、毎年2回、春と夏に発行され、2008年春号まで64号が発行された。近年版の公称発行部数は25万部。財団のウェブサイトにおいてpdfファイルで提供されている。
内容は、日本の川の自然・川との遊び・川にまつわる逸話（川の民話）などをまとめている。
川の水
中学生及び教師をターゲットにしたA4判約60ページの無料の冊子で、2012年2月まで15号が発行された。内容の一部が「なぜ?なぜ?BOX 川の調査隊」として、財団のウェブサイトにおいてpdfファイルで提供されている。
内容は、河川や水質に関する基礎知識について解説するとともに、水質保全への取り組みを紹介している。
私たちと水
高校生及び教師をターゲットにしたA5判約56ページの有料の冊子で、2006年3月に発行された。現在は財団のウェブサイトにおいてpdfファイルで提供されている。また、この冊子の指導書として「「『私たちと水』の手引き」も発行されている。
内容は、渇水、水害、水質汚染といった水に関する環境問題を紹介している。全国高等学校国語教育研究連合会・水のエッセイコンテスト実行委員会推奨。

### 研究活動
河川に関する教育や市民活動の推進に関する研究、河川管理、水質保全に関する調査研究などを行っている。研究の成果は書籍として出版されたり、研究所報告、技術資料などとして財団のウェブサイトにおいてpdfファイルで公表されたりしている。

### 公園の管理
以下の河川健康公園の管理を行っている。
- 豊平川・雁来健康公園（北海道札幌市）
- 荒川・扇健康公園（東京都足立区）
- 多摩川（神奈川県川崎市）
- 庄内川・幸心健康公園（愛知県名古屋市）

旧法人時代には以下の国営河川公園等の管理を受託していた。
- 国営淀川河川公園（京都府・大阪府）
- 国営木曽三川公園（愛知県・岐阜県・三重県）
- 江戸川・吉川地区江戸川運動公園（埼玉県吉川市等）

### 河川整備基金の運用
1988年に創設された基金で、企業、地方募金委員会等から拠出された基金を運用し、調査・研究、環境整備、啓発活動への助成や自主事業を行っている。2007年3月現在の基金の造成額は約281億2,900万円。

## 組織
- 理事長－関 克巳（元・国土交通省水管理・国土保全局長）
- 参事
- 監事
- 評議員
- 研究顧問

### 管理部門
- 総務部
- 企画部

### 研究部門
- 河川総合研究所
- 子どもの水辺サポートセンター

### 事務所
- 北海道事務所
- 東京事務所
- 名古屋事務所
- 大阪事務所